# Марко Пігоссі
Марко Фабіо Мальдонадо Пігоссі (порт. Marco Fábio Maldonado Pigossi; нар. 1 лютого 1989, Сан-Паулу, Бразилія) —  бразильський актор 

## Біографія

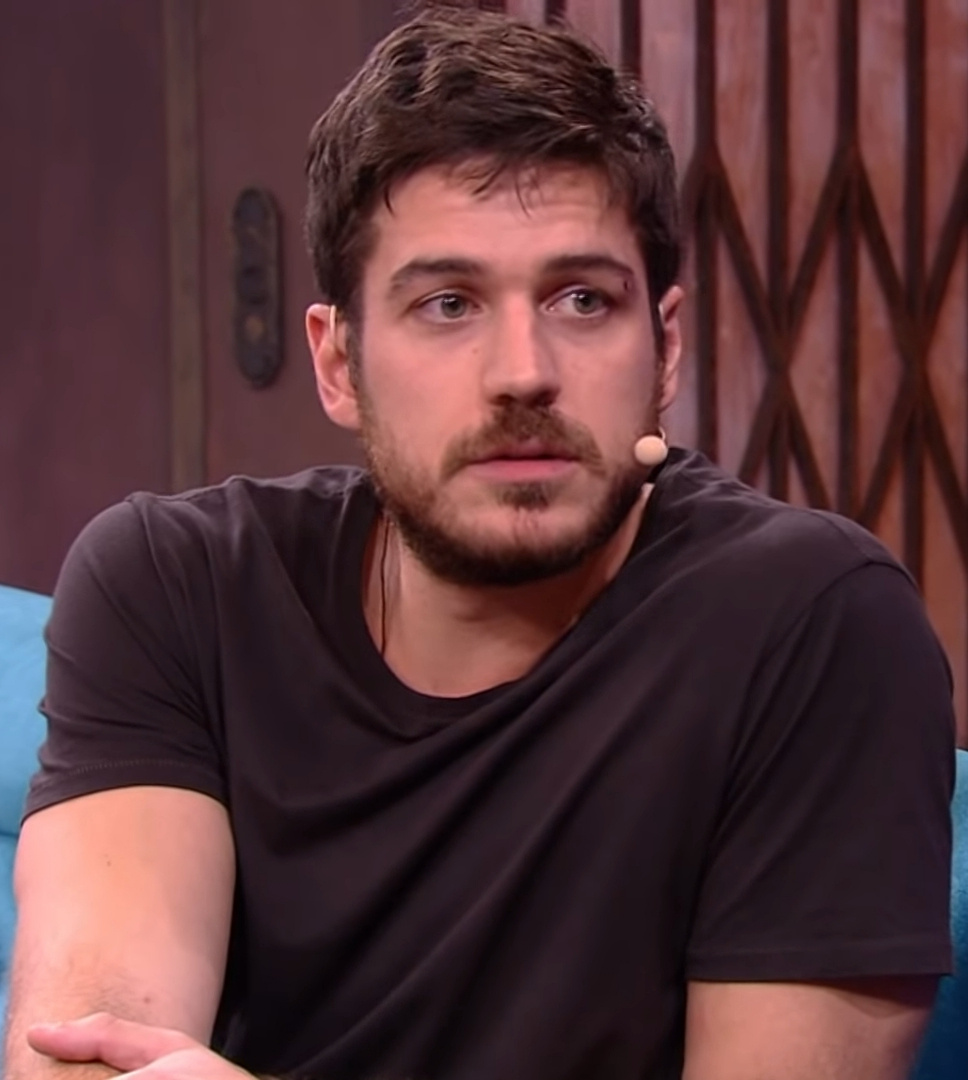
Марко у 2018 р.

Народився 1 лютого 1989 року в Сан-Паулу у родині Освальдо Пігоссі та Меринес Мальдонадо. Здобув науковий ступінь соціальної комунікації за спеціальністю радіо та телебачення Університету Анембі Морумбі. Він був професійним плавцем у 2005 році у Сан-Паулу клубу «Атлетико Паулістано».

## Кар'єра
Розпочав свою кар'єру в SBT у 2003 році, де був обраний для бразильської версії «Буремний шлях». У Бразилії адаптацію назвали «Os Rebeldes». Марко зіграв персонажа Артура Валенте. Версія була відхилена компанією Cris Morena Group, а виробництво зупинилося. На той час Марко входив до музичного колективу теленовели і вже записав деякі пісні та три серії, які до сьогодні зберігаються в архіві мережі Сільвіо Сантоса.
У 2004 році він перейшов до Rede Globo і був учасником акторського складу мінісеріалу «Um só Coração», де зіграв студента-революціонера Драузіо Маркондеса де Соузу. У 2007 році він зіграв у «Eterna Magia». У 2008 році, він зіграв підлітка Бруно у мінісеріалі «Queridos Amigos», а в 2009 році зіграв свого найуспішнішого персонажа в «Acuarela del amor» Кассіо. У 2010 році він зіграв Педро, старшого сина Андре Спіни, в мильній опері «Cuchicheos». У 2011 році він зіграв Рафаеля у теленовелі «Fina Estampa». У 2012 році зіграв Ювенала в мильній опері « Gabriela». У 2013 році він зіграв Бенто, свого першого героя, у теленовелі «Laberintos del corazón». У 2014 році він зіграв Рафаеля Кастро де Сільву, свою другу провідну роль, в мильній опері «Boogie Oogie».
У 2019-2020 рр. актор зіграв британського розвідника Фабіо в третьому сезоні іспаномовного телесеріалу виробництва Netflix та Bambú Producciones — «Відкрите море».

## Фільмографія

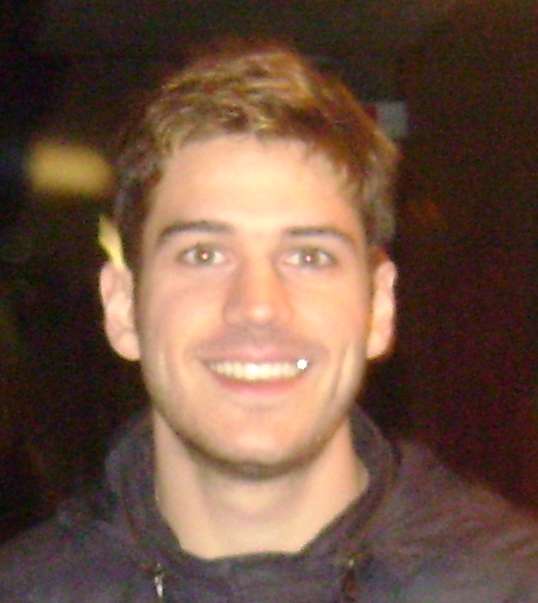
Марко у 2011 р.

### Телесеріали
| Рік  | Назва                  | Роль                            | Примітки |
| ---- | ---------------------- | ------------------------------- | -------- |
| 2004 | Um Só Coração          | Драузіо Маркондес де Соуза      |          |
| 2006 | Eterna Magia           | Мігель Фіннеган                 |          |
| 2007 | Queridos Amigos        | Бруно                           |          |
| 2009 | Acuarela del amor      | Кассіо Амарал                   |          |
| 2010 | Cuchicheos             | Педро Луїс Спіна                |          |
| 2011 | Fina estampa           | Рафаель Фернандес               |          |
| 2012 | Gabriela               | Ювенал Ліл                      |          |
| 2013 | Laberintos del corazón | Бенто де Ісус                   |          |
| 2014 | Boogie Oogie           | Рафаель «Рафа» Кастро де Сільва |          |
| 2015 | Правила гри            | Данте                           |          |
| 2017 | Сила бажання           | Зека                            |          |
| 2018 | Onde Nascem os Fortes  | Нонато Феррейра да Сільва       |          |
| 2018 | Tidelands              | [ 1 ] [ 2 ]                     |          |
| 2019 | Cidades Invisíveis     |                                 |          |
| 2020 | Відкрите море          | Фабіо                           | [ 3 ]    |
| TDA  | Invisible City         | Ерік                            |          |
| 2023 | Покоління V            | доктор Едісон Кардоза           |          |

### Кінострічки
| Рік  | Назва                 | Роль          |
| ---- | --------------------- | ------------- |
| 2005 | O Diário Aberto de R. | Рафаель       |
| 2009 | Universos Paralelos   | Тео           |
| 2017 | A Última Chance       | Фабіо Лео     |
| 2018 | O Nome Da Morte       | Хуліо Сантана |

## Нагороди
| Рік  | Нагорода                        | Категорія                         | Робота                     | Результат | Посилання |
| ---- | ------------------------------- | --------------------------------- | -------------------------- | --------- | --------- |
| 2010 | Prêmio Extra de Televisão       | Найкраще одкровення               | Caras & Bocas              | Перемога  |           |
| 2010 | Melhores do Ano                 | Найкращий актор з одкровення      | Caras & Bocas              | Номінація |           |
| 2010 | Prêmio Contigo! de TV           | Найкращий актор з одкровення      | Caras & Bocas              | Номінація | [ 8 ]     |
| 2012 | Prêmio Contigo! de TV           | Кращий актор, який підтримує роль | Fina Estampa               | Номінація | [ 9 ]     |
| 2012 | Prêmio Quem de Televisão        | Кращий актор, який підтримує роль | Gabriela                   | Номінація |           |
| 2013 | Meus Prêmios Nick               | Улюблений актор                   | Sangue Bom                 | Номінація |           |
| 2013 | Prêmio Extra de Televisão       | Кращий актор                      | Sangue Bom                 | Номінація |           |
| 2013 | Capricho Awards                 | Кращий національний актор         | Sangue Bom                 | Номінація | [ 10 ]    |
| 2013 | Prêmio Quem de Televisão        | Кращий актор                      | Sangue Bom                 | Номінація |           |
| 2016 | Prêmio Aplauso Brasil de Teatro | Кращий актор                      | O Sucesso a Qualquer Preço | Номінація | [ 11 ]    |
| 2017 | Melhores do Ano                 | Кращий телевізійний актор         | A Força do Querer          | Перемога  | [ 12 ]    |
| 2017 | Prêmio F5                       | Кращий телевізійний актор         | A Força do Querer          | Перемога  | [ 13 ]    |
| 2017 | Prêmio Contigo! Online          | Кращий телевізійний актор         | A Força do Querer          | Перемога  | [ 14 ]    |
| 2018 | Troféu Internet                 | Кращий актор                      | A Força do Querer          | Номінація |           |
| 2018 | Troféu Imprensa                 | Кращий актор                      | A Força do Querer          | Перемога  |           |